# 德温厄尔德费尔德国家公园
52°48′11″N 6°23′56″E / 52.803°N 6.399°E

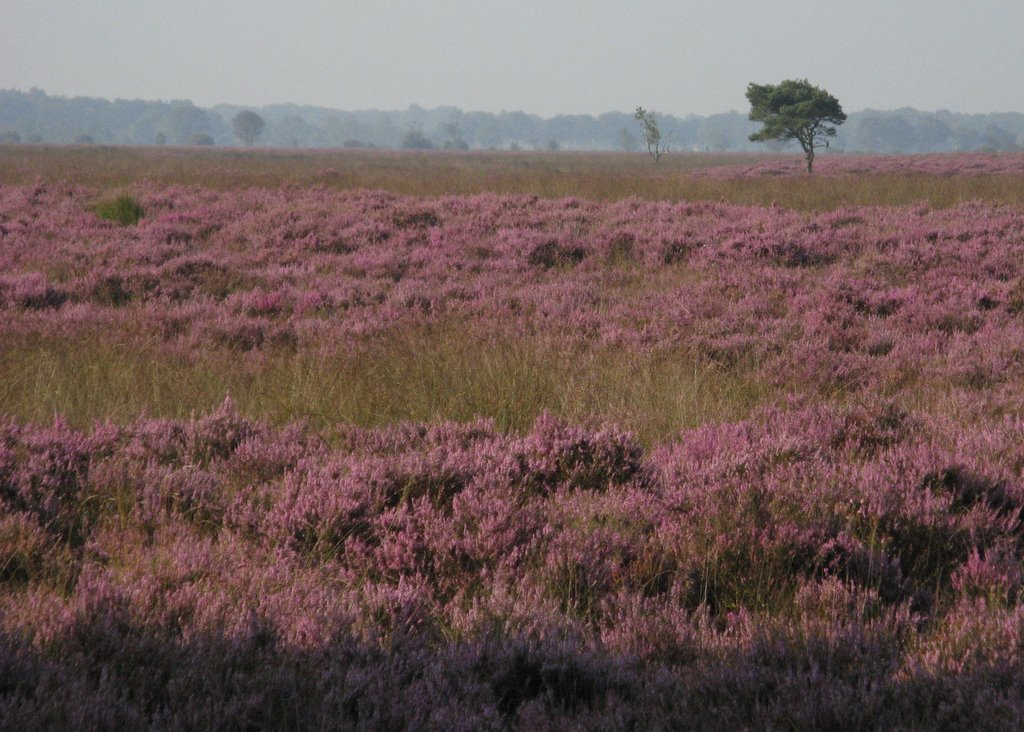

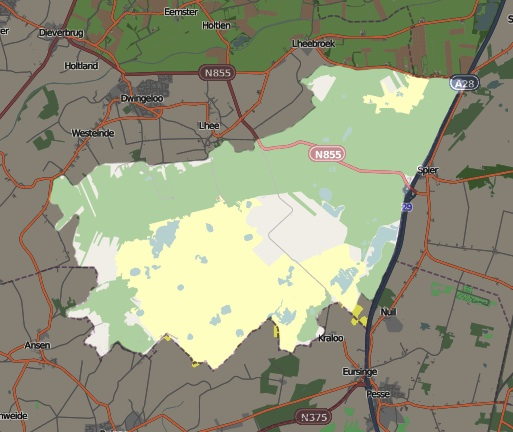

德溫厄爾德費爾德國家公園（荷蘭語：Nationaal Park Dwingelderveld）是荷蘭的國家公園，位於該國東北部德倫特省，成立於1991年，面積37平方公里，屬於Natura 2000的成員之一，有岩高蘭、仙女越橘、白毛羊胡子草等植物生長。